# Тива (Египет)
Вижте пояснителната страница за други значения на Тива.
Тива (на старогръцки: Θῆβαι) е град в Древен Египет.
Съществуването му е известно от около 3200 г. пр.н.е.
Бил е столица по време на XI династия (Средното царство) и на Новото царство.
Разрушен е през 88 г. пр. Хр. при потушаването на въстанието срещу Птолемей VIII.